# Эффект Осборна
Эффект Осборна (англ. Osborne effect) — популярное название маркетинговой ошибки, наиболее известной по краху американской компании Osborne Computer Corporation.

## История
3 апреля 1981 года компанией, основанной Адамом Осборном, был выпущен первый коммерчески успешный портативный микрокомпьютер — Osborne 1. Компьютер вышел удачным и недорогим (он продавался за $1795 в комплекте с большим пакетом программного обеспечения), что сделало его очень популярным. За восемь месяцев с выхода модели Osborne Computer Corporation продала 11 000 экземпляров, предзаказ был оформлен ещё на 50 тыс. В пике продавалось по 10 тыс. единиц в месяц, хотя этим числом ограничивался весь первоначальный план выпуска.
Несмотря на успех, до банкротства компания просуществовала всего два года по вине самого Осборна. Причиной стала простейшая маркетинговая ошибка: в 1983 году он показал журналистам новую, гораздо более совершенную модель компьютера — Executive. По договоренности с журналистами информация в печати не появилась, но об анонсе узнали оптовые покупатели и отменили все предзаказы на старую модель. Чтобы исправить ситуацию, в июле 1983 цену на Osborne 1 снизили до 1295 долларов, в августе до 995, но это не помогло. Продажи упали почти до нуля, Osborne Computer Corporation потерпела убытки выше ожидаемых, и 13 сентября 1983 года компания объявила о банкротстве.

## Последствия
По причине эффекта Осборна многие технологические компании скрывают информацию о характеристиках новых продуктов и датах выхода.
Например, информацию о характеристиках новых продуктов Apple (таких как iPhone, iPad, macOS) компания представляет только в рамках специализированных ежегодных мероприятий.